# Vindtunnel

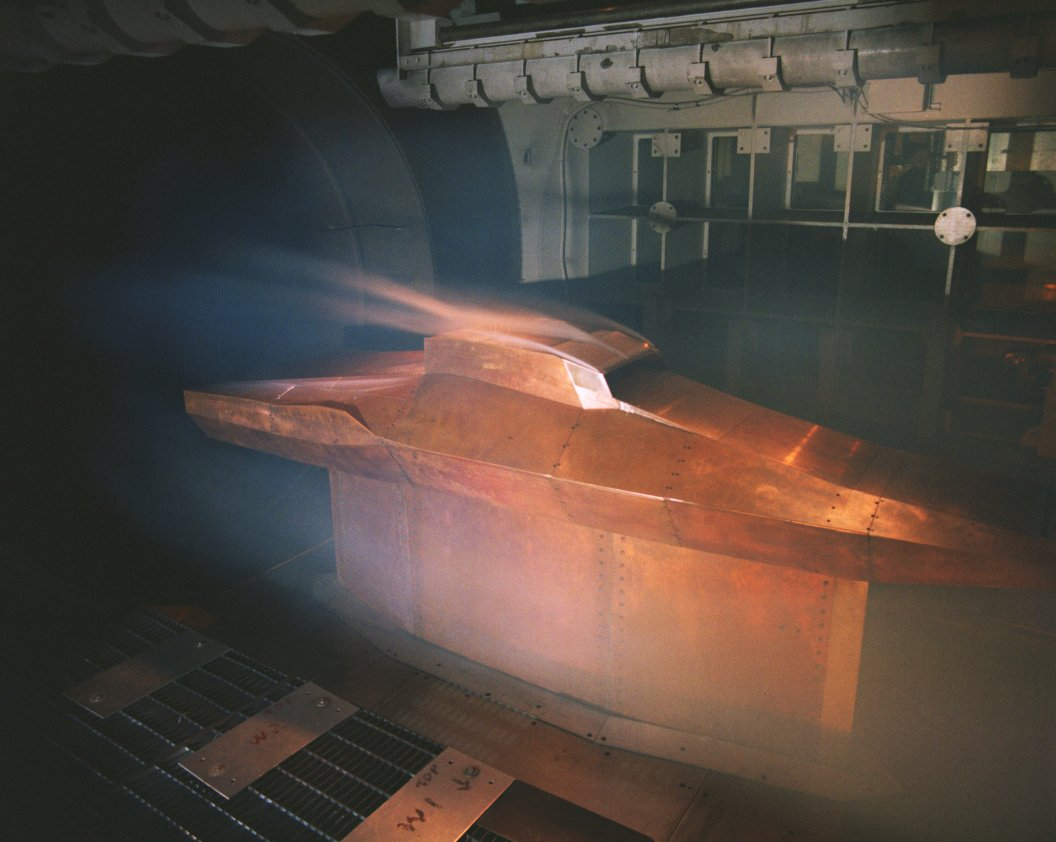
Vindtunnel

Vindtunnlar används för att prova ut luftmotståndet och aerodynamiken på till exempel bilar, flygplan, helikoptrar och zeppelinare. I sin enklaste form är en vindtunnel ett mätobjekt och någon form av anordning för att sätta fart på luften kring mätobjektet. Det finns även vertikala vindtunnlar vilka används av fallskärmshoppare för att simulera frifall. Sveriges första öppnade i Bromma 2015.

## Vindtunnelhistoria
Francis Herbert Wenham från Storbritannien anses vara fadern till vindtunnlarna med den tunnel han byggde 1871.
Carl Rickard Nyberg Flyg-Nyberg, använde från 1897 en vindtunnel under utvecklingen av sitt flygplan Flugan.

## Tunnelkategorier
I grova drag kan man dela in vindtunnlar i fyra kategorier: subsoniska, transoniska, supersoniska och hypersoniska.
Subsoniska är de som oftast förknippas med vindtunnlar. I dessa kan man till exempel prova bilar, lastbilar, byggnader, optimera tävlingscyklister osv. Vanligen är dessa byggda som slutna tunnlar, det vill säga luften cirkulerar runt i en tub eller liknande och de drivs oftast med någon form av fläkt. Dessa tunnlar kan variera från små till extremt stora, tvärsnitt på 10x20m finns.
Transoniska tunnlar är sådana som ligger kring och lite över ljudets hastighet (M = 0,7 till 1,2). I dessa provas hur flygplan, robotar och projektiler beter sig vid passage av ljudvallen. Drivsystem för dessa kan till exempel vara fläktar/turbiner, tryckluft med eller utan ejektorer eller vakuum. Tunnlar för dessa hastigheter kan antingen vara återcirkulerande eller använder bara luften en gång.
Supersoniska har lufthastigheter i överlljudshastighet (M = 1,2 till 5). 
Hypersoniska över fem gånger ljudhastigheten (M > 5).
Vertikala för inomhusflygning.